# Dickens World
Il Dickens World è un museo a tema dedicato allo scrittore Charles Dickens. Situato nella città di Chatham, nella contea del Kent, è costato circa 62 milioni di sterline (finanziato con fondi privati) ed è stato aperto ufficialmente il 25 maggio 2007.